# Cortes (Spaanse Hofraad)

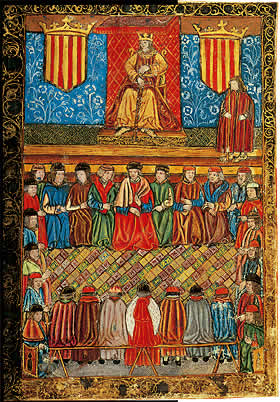
De Cortes (Catalaans: Corts) van Catalonië op een miniatuur uit de 15e eeuw

Cortes is de benaming voor de hofraden die in de Middeleeuwen in Spanje rondom de koning werden gevormd. 
De eerste maal dat de cortes bijeen werden geroepen was bij de troonbestijging van koning Alfons IX van León in 1188.
Vanaf de Reconquista tot aan de Reyes Católicos bestond Spanje uit verschillende koninkrijken, die elk hun eigen Cortes hadden. De samenstelling van deze Cortes verschilde per koninkrijk. Zo kennen we bijvoorbeeld de Cortes van Castilië, de Cortes van León en de Cortes van Catalonië. 
De rol van deze hofraden was erg belangrijk. De koning riep ze bijvoorbeeld bijeen voordat hij een expeditie ondernam, om zeker te zijn van de steun van zijn onderdanen. Ook kwamen de Cortes bijeen in het geval van een twist rondom de troonopvolging of als de koning niet in staat was tot regeren, bijvoorbeeld bij minderjarigheid of als de koning of koningin aan een psychische stoornis leed.
Een stem in de Cortes betekende invloed op belangrijke beslissingen van de koning. De provincie Galicië was vanaf 1469 verstoken van een stem in de Cortes. In de 15e en 16e eeuw werden er vergeefs pogingen gedaan om grote sommen geld bijeen te krijgen om een stem te kunnen kopen. Uiteindelijk lukte dit pas in 1623.
De laatste Cortes werden bijeengeroepen in 1845 voor de hervorming van  de Spaanse grondwet uit 1837. Vanuit de Cortes van de verschillende koninkrijken is het huidige Spaanse parlement ontstaan, dat de Cortes Generales heet. 